# Coccoderus amazonicus
Coccoderus amazonicus là một loài bọ cánh cứng trong họ Cerambycidae.